# Atlantic Records
Atlantic Records är ett amerikanskt skivbolag grundat i oktober 1947 av Ahmet Ertegün och Herb Abramson. 
Bolaget var från början helt inriktad på svart amerikansk musik, främst jazz och rythm & blues. De första inspelningarna gjordes 21 november - 29 december 1947 och släpptes på skiva i januari 1948.
Bland de många artister som från början hade framgångar på Atlantic Records fanns Ruth Brown, Big Joe Turner och The Clovers. År 1952 värvade Ertegun Ray Charles till bolaget där han gjorde en lång rad klassiska inspelningar, såsom "What'd I Say" och "I Got A Woman". Det första mötet mellan Ahmet Ertegün och Ray Charles finns återberättat i filmen Ray.
När Abramson ryckte in i militären 1953 tog Ertegün in Jerry Wexler som ny partner och producent.
På 1950-talet hade bolaget stora framgångar inom den nya rock'n'roll-genren med bland andra The Coasters, The Drifters, Ben E. King och Bobby Darin, den senare var den första vita artist som fick framgångar på Atlantic.
I början 1960-talet inledde Atlantic ett nära samarbete med skivbolaget Stax i Memphis, Tennessee, och producerade en rad av dess största artister, som Otis Redding, Aretha Franklin, Sam & Dave, Wilson Pickett och Booker T. & the M.G.'s. 
År 1967 köptes Atlantic Records upp av Warner Bros. Ahmet Ertegün och Jerry Wexler stannade dock kvar på bolaget som producenter och konstnärliga ledare. 
Under 60- och 70-talen breddades Atlantics musikutbud med en rad rockband och -artister, bland dem Eric Clapton och Cream, Crosby, Stills & Nash, Rolling Stones och Led Zeppelin.
I dag ingår Atlantic Records i Warner Music Group.